# Leonie Renée Klein
Leonie Renée Klein (* 10. Februar 1990 in Köln) ist eine deutsche Schauspielerin.

## Leben
Klein studierte von 2011 bis 2015 Schauspiel an der Alanus Hochschule für Kunst und Gesellschaft, nachdem sie in Kindheit und Jugend Gesangs- und Akrobatikunterricht erhalten hatte. Seit 2015 ist sie, auch wegen ihrer Sprachkenntnisse, Teil des sechsköpfigen internationalen Ensembles G.I.F.T. (German Italian French Theater), mit dem sie dreisprachige Stücke aufführt. Klein ist zudem seit 2016 als Sprecherin für den Westdeutschen Rundfunk tätig.
Sie lebt in Köln und Rom.

## Filmografie (Auswahl)

### Darstellerin
- 2009: Lola – What Loreley Wanted to Speak
- 2010: Schließ die Augen und wach auf
- 2011: Jorinde und Joringel
- 2013: Schnitzel und Dolmades (Webserie)
- 2017: Schüsse (Musikvideo, Van Holzen)
- 2017: Das Pizzaimperium
- 2019: Andere Eltern
- 2021: Chi ha incastrato Babbo Natale
- 2022: Uprooted

### Sprecherin
- 2016: Klamotten aus Kambodscha – Modeblogger haken nach
- 2017: Die Perlenmädchen von Kenia
- 2017: Tokyo Idols – Die Popgirls von Japan
- 2018: Dream Away
- 2019: Skifahren in Afghanistan – Hoffnung im Kriegsalltag
- 2020: Espero tua (Re)volta
- 2020: Ich bin Greta
- 2020: Dying to Divorce – Scheidung um jeden Preis
- 2021: Blue/Red/Deport
- 2022: Dragon Women
- 2022: Life at 50C

## Hörspiele (Auswahl)
- 2016: Leif Randt: Turbo Germany – Regie: Hannah Georgi[4]
- 2016: Heiko Behr: BetaVille – Regie: Thomas Leutzbach[5]
- 2016: Kai Hensel: Die Nacht des Luchses – Regie: Martin Zylka
- 2016: Martin Becker: Fuck you, mon amour – Regie: Martin Becker[6]
- 2017: Stuart Kummer: Pornflakes – Regie: Stuart Kummer[7]
- 2017: Mischa Zickler: Seerauch (2. Teil: Die Wahl der Qual) – Regie: Petra Feldhoff[8]
- 2017: Jaroslav Rudiš: Nationalstraße – Bearbeitung und Regie: Martin Becker
- 2017: Håkon Øvreås: Super Bruno – Regie: Petra Feldhoff
- 2018: Luther Blissett: Q (8 Teile) – Bearbeitung und Regie: Jörg Schlüter
- 2022: Dirk Schmidt: Task Force Hamm Spezial – 3 Hammer für ein Hallelujah – Regie: Claudia Johanna Leist[9]